# Trichogypsiidae
Trichogypsiidae is een familie van sponsdieren uit de klasse van de Calcarea (kalksponzen).

## Geslachten
- Kuarrhaphis Dendy & Row, 1913
- Leucyssa Haeckel, 1872
- Trichogypsia Carter, 1871